# Пайсано-Парк (Техас)
Пайсано-Парк (англ. Paisano Park) — переписна місцевість (CDP) в США, в окрузі Сан-Патрисіо штату Техас. Населення — 96 осіб (2020).

## Географія
Пайсано-Парк розташоване за координатами 28°5′42″ пн. ш. 97°51′33″ зх. д. / 28.09500° пн. ш. 97.85917° зх. д. (28.095075, -97.859207).  За даними Бюро перепису населення США в 2010 році переписна місцевість мала площу 0,23 км², уся площа — суходіл.

## Демографія
Згідно з переписом 2010 року, у переписній місцевості мешкало 130 осіб у 35 домогосподарствах у складі 31 родини. Густота населення становила 571 особа/км².  Було 36 помешкань (158/км²).
Расовий склад населення:
| - 93,8 % — білих - 2,3 % — чорних або афроамериканців - 3,8 % — осіб інших рас |

До двох чи більше рас належало 0,0 %. Частка іспаномовних становила 95,4 % від усіх жителів.
За віковим діапазоном населення розподілялося таким чином: 33,1 % — особи молодші 18 років, 56,1 % — особи у віці 18—64 років, 10,8 % — особи у віці 65 років та старші. Медіана віку мешканця становила 33,0 року. На 100 осіб жіночої статі у переписній місцевості припадало 88,4 чоловіків;  на 100 жінок у віці від 18 років та старших — 102,3 чоловіків також старших 18 років.
Цивільне працевлаштоване населення становило 39 осіб. 